# Gerardina Trovato
Gerardina Trovato (Catania, 1967. május 27.–) olasz énekesnő.

## Életrajz
Cataniában született egy orvos apa és egy zongoratanárnő anya lányaként. Érettségi után szinte azonnal Rómába költözött azzal a szándékkal, hogy belépjen a zene világába. Piero Vivarelli újságíró közbenjárására sikerült kapcsolatba lépnie Caterina Casellivel, a Sugar Music kiadóvállalat társtulajdonosával, akit annyira meggyőzött Gerardina meghökkentő előadásmódja, hogy felkérte Mauro Malavasi producert a fiatal énekesnő első, Gerardina Trovato című albumának elkészítésére. Az 1993-as Sanremói dalfesztivál hallgatósága előtt Gerardina a Ma non ho piú la mia cittá című dallal mutatkozott be, ezzel a fesztivál új felfedezettjei sorában második helyezést ért el Laura Pausini La solitudine című dala mögött. Debütáló albumát több mint kétszázezer példányban adták el.
1994-ben újból részt vett a Sanremói dalfesztiválon, a Non é un film című dalával, amellyel a 4. helyezést szerezte meg, a polgárháborúk borzalmait elítélő – Boszniára több helyen konkrétan is utaló – dalt alátámasztó videót Oliviero Toscani forgatta. Ugyanebben az évben vette fel Andrea Bocellivel a Vivere című dalt, amely felkerült Bocelli Romanza című, világszerte több mint 25 millió példányban eladott lemezére. Mindkét dal szerepelt Gerardina második, Non é un fim című albumán, amely mindössze egy héttel a megjelenése után máris platinalemez lett.
Harmadik albuma 1996-ban jelent meg, Ho trovato Gerardina címmel, 1997-ben pedig válogatáslemezt jelentetett meg, Il sole dentro címmel, amely aranylemez lett. Ezt követően két évre visszavonult a nyilvánosságtól, 2000-ben viszont visszatért a San Remo Fesztivál színpadára, az önéletrajzi ihletésű Gechi e vampiri című dallal. A fesztivál után újabb válogatáslemezt adott ki, Gechi, vampiri e altre storie címmel, amely ismét platinalemez lett.
2005-ben közreműködött a Rai 2 Music Farm című valóságshowjában, ahol két hetet töltött. Ugyanabban az évben megjelentetett egy dupla albumot is, amely tartalmazta dalainak teljes gyűjteményét, kiegészítve két új dallal. Eddigi utolsó nagylemezét 2008 januárjában jelentette meg, I sogni címmel. Ebben az évben ismét nagyszabású turnét vállalt szerte Olaszországban, ezt követően Gerardina a készülő önéletrajzi könyvének szentelte idejét.

## Albumok
- 1993 Gerardina Trovato – Sugar
- 1994 Non é un film – Sugar
- 1996 Ho trovato Gerardina – Sugar
- 1997 Il sole dentro (válogatás, két kiadatlan számmal) – Sugar
- 2000 Gechi, vampiri e altre storie (válogatás, két kiadatlan számmal) – Sugar
- 2005 La collezzione completa – Sugar
- 2008 I sogni – 1st Pop

## Maxik
- 1993 Lasciami libere le mani
- 1993 Ma non ho più la mia città
- 1993 Sognare, sognare + Just dreams
- 1994 Angeli a metà
- 1994 Non è un film
- 1994 Vivere (con Andrea Bocelli)
- 1996 Piccoli già grandi
- 1996 Amori amori
- 1996 Una storia già finita
- 1998 Il Sole dentro
- 2000 Gechi e vampiri
- 2000 Mammone
- 2003 M'ama, non m'ama
- 2006 Un'altra estate
- 2008 I sogni
- 2011 I Nuovi Mille

## Fordítás
- Ez a szócikk részben vagy egészben  a   Gerardina Trovato című olasz Wikipédia-szócikk fordításán alapul.  Az eredeti cikk szerkesztőit annak laptörténete sorolja fel. Ez a jelzés csupán a megfogalmazás eredetét és a szerzői jogokat jelzi, nem szolgál a cikkben szereplő információk forrásmegjelöléseként.